# 内牧城
内牧城（うちのまきじょう）は、熊本県阿蘇市にあった中世・近世の日本の城（平山城）。
阿蘇市内牧の阿蘇火口原の北西端、阿蘇内牧温泉に位置する。一帯は黒川の自然堤防である微高地となっている。

## 歴史
築城年代は不明だが、天正年間には阿蘇氏の家臣・辺春盛道が在城した。加藤清正領となった後に黒川を南に改流させて南北の堀とするなど、増築・補強され、加藤可重と正方の父子が城代を務めている。正方が八代城に移った後は慶長17年（1612年）に加藤正直が岩尾城から入ったが、元和2年（1616年）の一国一城令で廃城となった。
江戸時代を通じて城跡は参勤交代時の宿駅とされ、明治時代には小学校、20世紀後半には町のグラウンドとなった。また二の丸は江戸時代に手永会所となり、明治以降は内牧町役場があった。現在は、一部の石垣及び堀を残すのみである。